# Ribeirão do Bugio
Ribeirão do Bugio é um rio brasileiro do estado de São Paulo.